# 남아메리카의 원주민

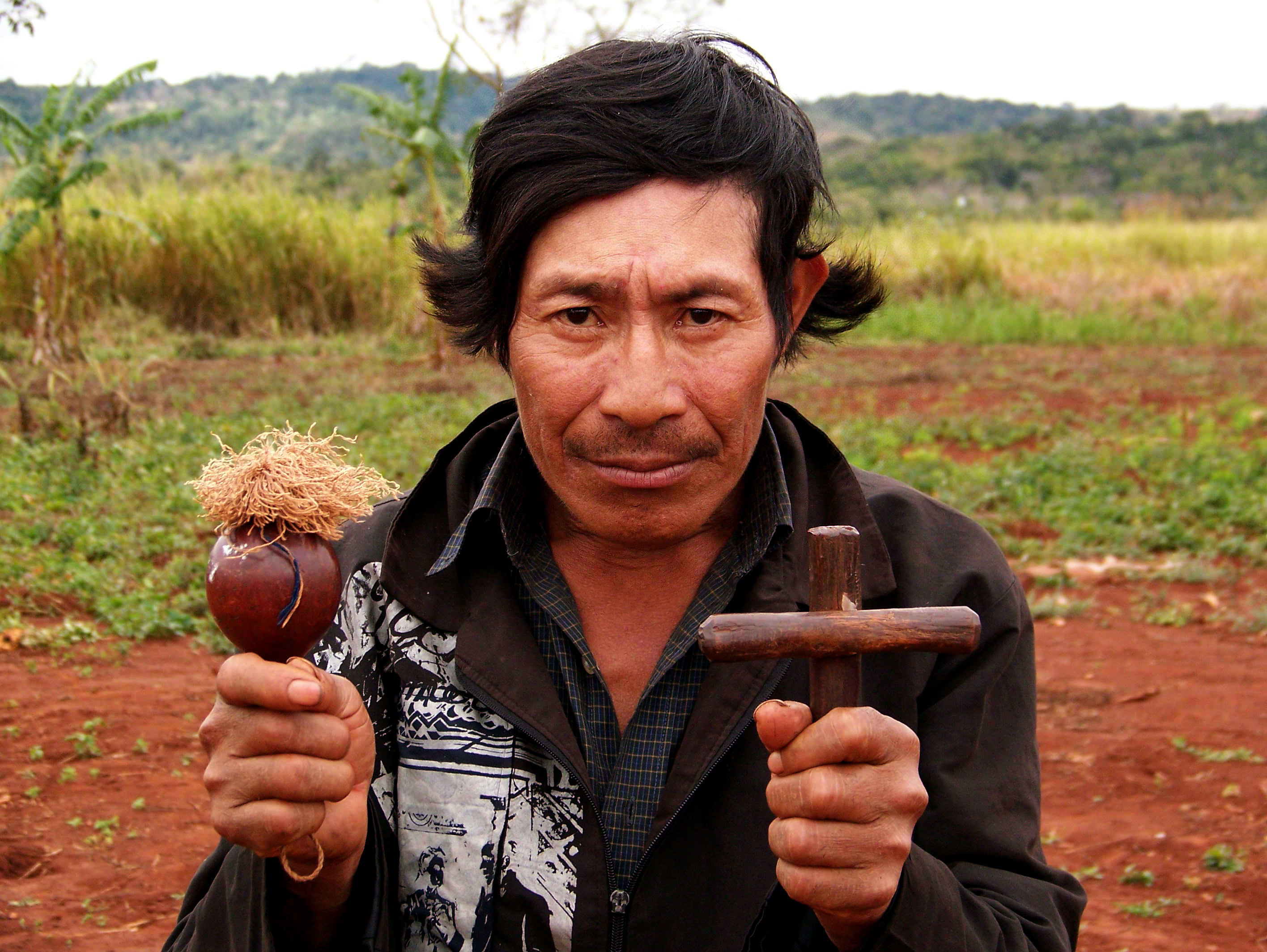
2006년 파라과이에서 마라카스와 십자가를 들고있는 과라니 족.

남아메리카의 원주민은 아메리카 원주민 중 남아메리카(간혹 중앙아메리카 포함) 일대의 원주민족들을 가리키는 말이다.

## 지역별
- 가이아나의 원주민
- 베네수엘라의 원주민
- 볼리비아의 원주민
- 브라질의 원주민
- 수리남의 원주민
- 아르헨티나의 원주민
- 에콰도르의 원주민
- 우루과이의 원주민
- 칠레의 원주민
- 콜롬비아의 원주민
- 파라과이의 원주민
- 페루의 원주민
- 프랑스령 기아나의 원주민

## 같이 보기
- 아메리카 원주민